# آنا واله
آنا واله (ایتالیایی: Anna Valle؛ زادهٔ ۱۹ ژوئن ۱۹۷۵) بازیگر اهل ایتالیا است.
از فیلم‌ها یا مجموعه‌های تلویزیونی که وی در آن‌ها نقش داشته‌است، می‌توان به سفارش‌ها، کارنرا: کوه متحرک، ژان بیست‌وسوم: پاپ صلح و ثریا اشاره نمود. ثریا یک مینی‌سریال به کارگردانی لودوویکو گاسپارینی در مورد زندگی ملکه ثریا اسفندیاری دومین همسر محمدرضا پهلوی است.